# 杉隆宣
杉 隆宣（すぎ たかのぶ）は、日本の戦国時代の武将。通称は二郎左衛門。大内氏配下。父は杉興相。子に杉元相。周防国の名族杉氏の一門（次郎左衛門家）であるが、その正確な系譜は不明。

## 生涯
杉興相の子として生まれる。大内義隆の偏諱によって隆宣と名乗り、周防国佐波郡の大前と植松を領した。
天文8年（1539年）、大内義隆の命により安芸へ出陣し、小早川興景の軍監として尼子晴久と戦ったが、天文12年5月7日（1543年6月9日）に出雲で討死。子の長相（元相）が跡を継いだ。